# Adolf Walther
Adolf Walther (* 15. August 1883 in Roggenburg als Karl Adolf Walther; † 20. März 1968 ebenda) war ein Schweizer Richter und Regierungsstatthalter.

## Biografie
Walther besuchte das Gymnasium in Porrentruy und bei den Benediktinern in Delle. Anschliessend studierte er Rechtswissenschaften an der Universität Bern. Nachdem er das Berner Anwaltspatent erlangt hatte, absolvierte er ein Praktikum in Porrentruy, bevor er in Laufen eine eigene Kanzlei eröffnete. Von 1910 bis 1948 amtierte er als Präsident des Bezirksgerichts und von 1926 bis 1948 als Regierungsstatthalter des Bezirks Laufen. Walther gehörte mehr als 50 Jahre lang dem Verwaltungsrat der Bezirkssparkasse Laufen an, davon 30 Jahre als dessen Präsident. Von 1926 bis 1948 präsidierte er das Laufener Bezirksspital und führte es zusammen mit Ingenbohler Schwestern. Ausserdem gehörte er weiteren sozialen, religiösen und politischen Organisationen an.
Nach seiner Pensionierung im Jahr 1948 widmete sich Walther ganz der Jurafrage und der damit zusammenhängenden Zukunft des Laufentals. Nach der Moeckli-Affäre im Jahr zuvor gehörte er zu den Gründungsmitgliedern des Mouvement séparatiste jurassien, des späteren Rassemblement jurassien. Er engagierte sich als Vizepräsident und Mitglied des Leitungskomitees, mehrmals trat er am Fest des jurassischen Volkes als Redner auf. Walther sprach sich für die Gründung eines neuen Kantons aus, der den gesamten «historischen Jura» umfassen sollte; damit ist das Territorium des früheren Fürstbistums Basel gemeint, das 1815 zum Kanton Bern gelangte und auch den Bezirk Laufen umfasste. Von 1952 bis 1959 war er Redaktor der separatistischen Zeitschrift Der Laufentaler.